# Notogomphus meruensis
Notogomphus meruensis là loài chuồn chuồn trong họ Gomphidae. Loài này được Sjöstedt mô tả khoa học đầu tiên năm 1909.